# Charlotte de Lannoy
Charlotte de Lannoy (morte en 1626), est la première dame d'honneur de la reine Anne d'Autriche de 1624 à 1626.

## Biographie
Elle est la fille de Christophe de Lannoy, gouverneur de Montreuil.
Elle est nommée à la tête de la maison de la reine Anne par le Cardinal de Richelieu, à qui elle était loyale, et n'était donc pas appréciée par la reine. Charlotte de Lannoy, décrite comme une "matrone respectable", était de service en 1625 quand la reine fut courtisée par George Villiers, duc de Buckingham, évènement qu'elle essaya de prévenir avant de rendre un rapport au roi.

## Sources
- Ruth Kleinman, Anne of Austria. Queen of France, Ohio State University Press, 1985  (ISBN 0-8142-0429-5).